# Sint-Martinuskerk (Tettens)
De Sint-Martinuskerk (St. Martinskirche, Tettenser Kirche) is een monumentaal protestants-luthers kerkgebouw in Tettens, een Ortsteil van de gemeente Wangerland in Nedersaksen. De laatromaanse kerk werd in de 12e eeuw van granietblokken gebouwd.

## Geschiedenis
De huidige Martinuskerk werd omstreeks 1140 op een 7,50 meter hoge terp gebouwd. Bodemvondsten bij renovatiewerkzaamheden in de jaren 1960 wezen op het bestaan van twee oudere houten voorgangers. Het interieur van de kerk werd vanaf 1717 in barokke stijl verbouwd. Uit die tijd dateert ook de kunstige beschildering van het balkenplafond. In 1730 volgde de renovatie van het laatgotische vleugelaltaar. Bij deze gelegenheid werden aan het altaar het gesneden rankenwerk in de predella en de altaaropgezet toegevoegd.
Tijdens de Tweede Wereldoorlog werd het dak van de kerk bij een bombardement op 11 februari 1943 door een luchtmijn beschadigd. De pastorie van de kerkelijke gemeente onderging eveneens beschadigingen.

## Architectuur
De huidige kerk is een laatromaanse kerk met hoog geplaatste rondboogramen in het kerkschip en in het oosten aansluitend een ingesnoerde halfronde apsis. De muren van de 44 meter lange en 14 meter brede kerk bestaan voornamelijk uit granietblokken, die voor de stabiliteit met talrijke muurankers worden verstevigd. De ramen bezitten diepe dagkanten, die de indruk wekken schietgaten te zijn. Het fundament van de kerk onder de onderste laag grantietblokken bestaat uit een rond drie meter dikke sleuf gevuld met afwisselend vijf centimeter leem en kalk. De afmetingen in de kerk bedragen in de lengte 36,5 meter, de breedte 10,7 meter en de hoogte 10,4 meter. Het muurwerk heeft een dikte van 1,8 meter. Het gebouw heeft nog altijd de drie oorspronkelijke ingangen, die allen een rondboogvorm hebben. In de kerk zijn bij de deurposten holtes aangebracht voor het aanbrengen van dwarsbalken om de deuren af te kunnen grendelen. Tegenwoordig is de zuidelijke ingang de hoofdingang van de kerk. De westelijke ingang wordt voornamelijk bij begrafenissen gebruikt. Het tevens bewaard gebleven noordelijke portaal dient niet meer als toegang naar de kerk, maar leidt naar de verwarmingsruimte van de kerk.

## Interieur

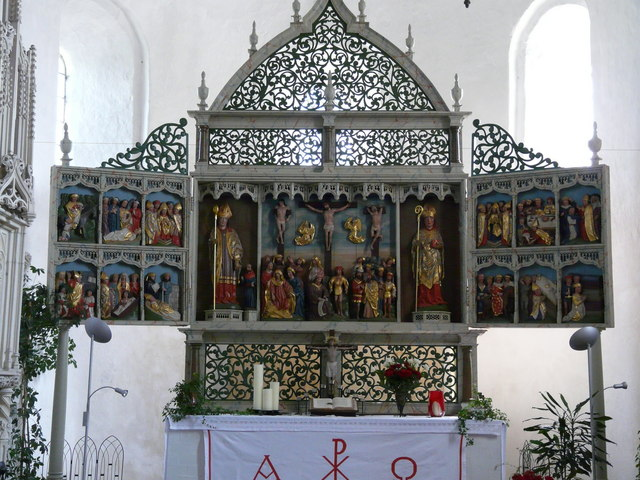
Altaar

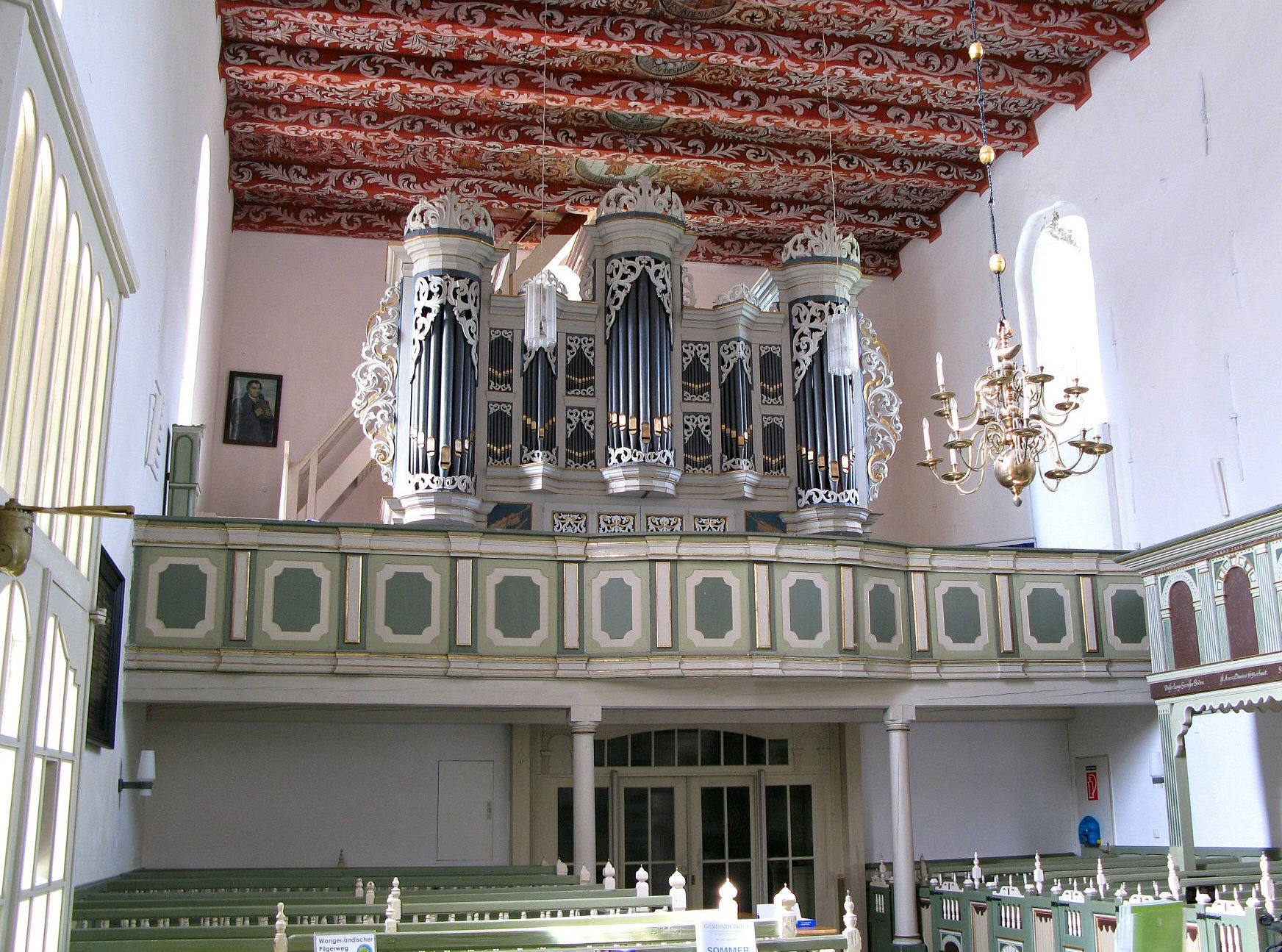
Orgel

Het interieur vertegenwoordigt verschillende kunststromingen, waaronder de gotiek, de renaissance en de barok.

#### Het vleugelaltaar
In de kerk staat een laatgotisch uit hout gesneden vleugelaltaar uit circa 1480. Het altaar kreeg in 1730 de barokke versiering van houtsnijwerk in de vorm van een predella en de kuif boven de opzet. Het driedelige altaar toont op het middenveld de kruisiging van Christus. Onder het kruis bevinden zich drie groepen met figuren. Links bevinden zich Maria, Johannes, waarschijnlijk Longinus en nog drie personen, direct onder het kruis staan drie personen waaronder een schrijver met het kruisopschrift en rechts staat een groep soldaten, hogepriesters en joden. De kruisigingsscène wordt geflankeerd door de beelden van Martinus van Tours en Thomas Becket. Tot in het einde van de jaren 1920 wist men niet welke heiligen in altaar werden voorgesteld. Het is te danken aan de toenmalige predikant Hans Thorade (1925–1953). De linker met scènes uit het leven van Sint-Martinus vleugel gaf weinig problemen, maar de rechtervleugel liet zich minder gemakkelijk identificeren. Met behulp van een professor uit Greifswald wist Thorade de rechtervleugel toe te schrijven aan Thomas Becket. Aan Thorade is het ook te danken dat er meer onderzoek plaatsvond en men veel meer altaren aan de Noord- en Oostzee (tot aan Oost-Pruisen toe) ontdekte met voorstellingen van Thomas Becket, maar nergens zo nadrukkelijk als bij de altaren van Tettens, Hamburg, Rostock, Wismar en Freiburg.

#### Sacramentstoren
In de buurt van het altaar bevindt zich een sacramentstoren van Baumberger zandsteen, een werk van voor de reformatie waarin het lichaam van Christus werd bewaard. Het bouwwerk werd tussen 1523 en 1525 gemaakt en alhoewel de kunstenaar onbekend is, toont het overeenkomsten met werken van de beeldhouwer Berndt Bunekemann uit Münster. De toren is acht meter hoog en staat op een kruisvormige sokkel, die met drie leeuwen en een hond is versierd. De vierdelige bovenbouw is rijk versierd met maaswerk, pinakels en krabben en wordt met een kruisbloem bekroond.
Volgens de legende werd de sacramentstoren door de landjonker Ome von Mitdoch als zoenoffer geschonken. Naar verluidt doodde hij de Tettenser pastoor Alverich met een kruisboog, nadat de pastoor reeds was begonnen met de eredienst zonder te wachten op de te laat gearriveerde jonker.
Aan de Noordzeekust vindt men nog slechts drie andere sacramentstorens, namelijk in Norden, Arle en Dorum.

#### Kansel
De veelhoekige kansel dateert uit 1564 en rust aan de zuidelijke kant van het kerkschip op een vierhoekige voet. De kansel behoort tot de oudste van het Oldenburger Land. Het betreft een eenvoudige kansel zonder figuurlijke voorstellingen. Laatgotisch houtsnijwerk van de in 1538 verwoeste kansel uit 1475 werd bij de bouw van de huidige kansel hergebruikt.

#### Doopvont
Het barokke doopvont werd van wit marmer gemaakt en dateert uit 1750. Het wordt door een uit hout gesneden amfora afgedekt. De amfora wordt op het jaar 1850 gedateerd. Lange tijd werd de amfora niet meer gebruikt, omdat men de versiering met eikenloof niet meer als passend beoordeelde. Dankzij een gemeentelid werd de amfora niet, zoals aanvankelijk de bedoeling was, afgevoerd, maar op de zolder van de kerk opgeslagen. Na de herontdekking van de amfora werd ze weer teruggeplaatst op het doopvont.

#### Biechtstoel
Alhoewel de Tettenser kerk sinds 1531 een protestants kerkgebouw is, is er aan de zuidelijke muur van de kerk nog altijd een biechtstoel aanwezig. De biecht bleef in de vroeg-lutherse kerken nog lang gebruikelijk en deze biechtstoel werd pas 150 jaar na de reformatie nog aangeschaft.

#### Balkenzolder
De balkenzolder in de kerk werd in 1717 gerestaureerd en kreeg een voor de streek ongewone beschildering in barokke stijl. De motieven zijn witte akanthusranken op een rode basis, die ontspruiten vanuit de tussen de balken liggende medaillons met religieuze voorstellingen. Vrijwel alle medaillons bezitten vrome teksten. Het balkenplafond werd herhaaldelijk gerenoveerd, maar het middendeel is nog geheel oorspronkelijk.

#### Banken
Oorspronkelijk werden, net als in andere middeleeuwse kerken, erediensten staande bijgewoond. Onbekend is wanneer er voor het eerst kerkbanken in de kerk verschenen. Een mogelijke aanwijzing betreft het jaartal 1672, dat in een deur van een kerkbank staat ingekerfd.

#### Orgel
Het eerste orgel uit 1540 viel aan een brand ten prooi. In 1575 werd in opdracht van Maria von Jever een nieuw orgel in de kerk geplaatst. Eilert Köhler uit Burhave bouwde in 1744 een 24 registers tellend orgel, verdeeld over twee manualen en pedaal. Met behoud van de oude orgelkas verving Johann Martin Schmid het instrument door een orgel met 20 registers op pneumatische kegelladen. Dit orgel werd door Alfred Führer verbouwd, waarbij de zwelkasten werden verwijderd. Dezelfde firma installeerde achter de historische kast een nieuw orgel in 1970 met gebruik van het oude pijpmateriaal. Het huidige orgelkas bezit drie torens waartussen twee kleinere torens zijn aangebracht. Sinds de inbouw van het ontbrekende register gedekt 8' in het pedaal vervoegt het orgel over 24 registers.   

## Klokkentoren
De van baksteen gebouwde klokkentoren staat zoals veel andere kerken in Oost-Friesland apart en ontstond rond 1500. De toren bevindt zich ten zuidwesten van de kerk en heeft een vierkant oppervlak van 6,60 meter bij 6,60 meter. De achthoekige spits is gedekt met leien en werd in 1881 geplaatst. In de toren hangen drie klokken. De mooiste is de Magdalenaklok, die oorspronkelijk uit Berdum in het Harlingerland afkomstig is en in 1541 door de bewoners van Tettens bij een wraakactie in het naburige Harlingerland als buit werd mee geroofd. De veldtocht was het antwoord op een jaar eerder uitgevoerde overval van de Harlingers op Tettens, waarbij men delen van de kerk verwoeste en plunderde. De klokkentoren draagt sinds oktober 1950 op de zuidelijke kant een eenvoudig, drie meter hoog houten kruis. Het herinnert aan de doden in de oostelijk gebieden van Duitsland.